# 앙리 드 생레미
앙리 드 생레미(프랑스어: Henri de Saint-Rémi, 1557년 ~ 1621년 2월 14일) 또는 앙리 드 발루아(Henri de Valois)는 프랑스의 왕족이자 귀족, 군인으로 발루아 왕조 출신이다. 앙리 2세의 사생아이자 앙리 3세의 이복 동생이며, 잔 드 라 모트의 선조가 된다.
군인으로 활동했던 그는 이복 형 앙리 3세의 치세기간 중 샤토빌리안의 주지사를 지내기도 했다. 레미 남작직은 그의 장남 프랑수아(1593 - 1648)를 거쳐 셋째 아들 르네 1세(1606 - 1663)에게 상속된다. 르네 1세의 아들인 퐁테트(Fontette) 자작 르네 2세의 가계에서 후일 목걸이 사건의 주인공인 잔 드 라 모트가 태어난다.